# Pierre Skawinski
Pierre Skawinski (ur. 23 grudnia 1912 w Bordeaux, zm. 20 marca 2009 w Biarritz) – francuski lekkoatleta sprinter polskiego pochodzenia,  dwukrotny wicemistrz Europy.
Skawinski specjalizował się w biegu na 400 metrów. Największy sukces odniósł na mistrzostwach Europy w 1934 w Turynie, gdzie zdobył srebrne medale na tym dystansie (zwyciężył Adolf Metzner z Niemiec), a także w sztafecie 4 × 400 metrów (razem z nim biegli w niej Robert Paul, Georges Guillez i Raymond Boisset).
Na igrzyskach olimpijskich w 1936 w Berlinie odpadł w półfinale biegu na 400 metrów.
Był mistrzem Francji w biegu na  400 metrów w 1933, 1936 i 1937 i w sztafecie 4 × 100 metrów w 1937 oraz wicemistrzem w biegu na 400 metrów w 1934.
Skawinski był wszechstronnym sportowcem. Oprócz lekkoatletyki uprawiał także tenis i hokej na trawie.
Od 1946 był dziennikarzem sportowym.